# Rolf Carlsten
Rolf Carlsten, född 17 december 1926 i Stockholm, död 7 augusti 2015 i Linköping, var en svensk regissör, artist och skådespelare.

## Biografi

### Privatliv
Carlsten var son till regissören och skådespelaren Rune Carlsten och skådespelaren Dora Söderberg samt dotterson
till författaren Hjalmar Söderberg och dennes första hustru Märta Söderberg. Rolf Carlsten var först gift med regissören Eva Sköld, dotter till konstnären Otte Sköld, och från 1958 med konstnären Ingegerd Marmolin (1931–2007).

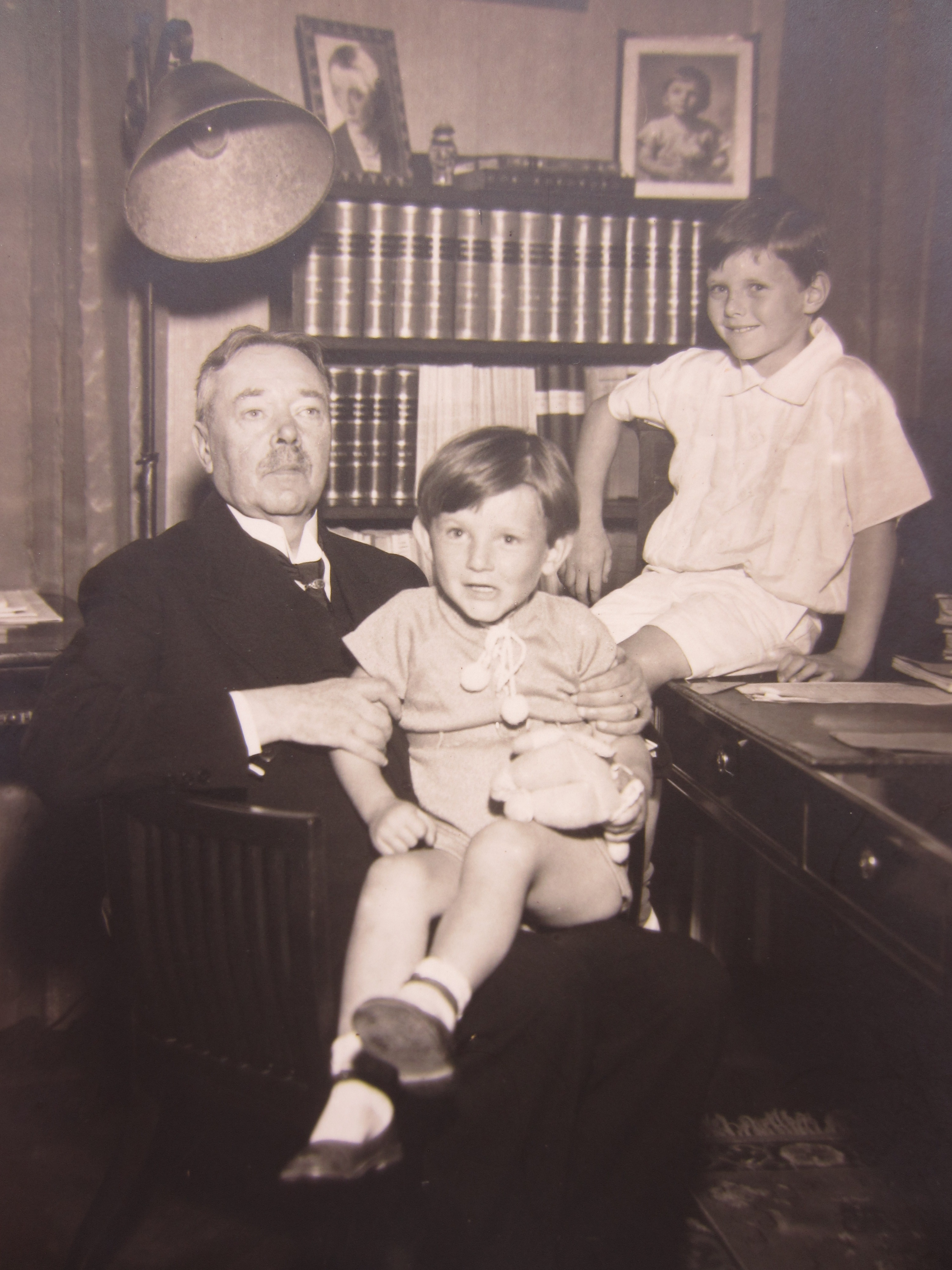
Hjalmar Söderberg med barnbarnen Staffan – Tom Söderbergs son – och Rolf på besök, Glahns Allé 43 i Köpenhamns förstad Frederiksberg, 1934.

### Karriär
Rolf Carlsten studerade 1950–52 på Dramatens elevskolas regilinje och han var 1953–55 och 1958–65 engagerad vid Dramaten, där han samarbetade med regissörerna Olof Molander, Alf Sjöberg, Rune Carlsten och Ingmar Bergman. Samarbetet med Ingmar Bergman förde med sig att Rolf Carlsten blev regiassistent vid inspelningen 1954 av En lektion i kärlek. Bland de många pjäser, som Rolf Carlsten regisserade, kan nämnas Emil och detektiverna, Skattkammarön, Charleys tant och Se dig om i vrede.
Rolf Carlsten hade dessutom regiuppdrag för Riksteatern, Folkparkerna och Helsingborgs stadsteater samt Tröndelag Theater i Trondheim. Vid Tröndelag Theater regisserade han bland annat John Osbornes Se Dig om i vrede. Vid Dramaten var Rolf Carlsten skolteaterchef under åren 1963–65. Åren 1965–86 var han anställd vid SVT. Han var från 1971 även verksam som illusionist under artistnamnet Charlie Stone.
Rolf Carlsten arbetade som regissör och producent på den då enda svenska tv-kanalen. Där samarbetade han med bland andra Karin Falck. Det var i detta sammanhang som illusionisten Rolf Carlsten fick nytta av sina kunskaper. En amerikansk rockgrupp lämnade återbud till ett program och då erbjöd sig Carlsten att trolla. Det blev det första trolleriprogram som producerades av svensk television.

## Övriga engagemang

### Moderna Illusionisters Cirkel
Rolf Carlsten var hedersledamot av Moderna Illusionisters Cirkel och hade dess förtjänsttecken. Trolleriintresset började redan i skolan och han gick så upp i detta att han till och med trollade bort ett skolår… Intresset svalnade, men när Rolf Carlsten producerat ett program med trollkarlar och han såg vad dessa kunde göra, så började Rolf läsa trollerilitteratur och träna. År 1970 började han uppträda och så småningom blev det flera olika program. Favoriten var "close-up" och han gick gärna runt på restauranger eller marknader och trollade. Men även barnprogram, familjeprogram, föredrag om magiens historia och 6:e sinnets magi fanns i Charlies trollerilåda. Carlsten producerade flera TV-program med trolleri: Hokus Pokus (1967), David Berglas (1974), TV-Mästerskapet i trolleri (1980), Charlies Trollerilåda (1983), Harries 75-årsjubileum (1985). Det var också på Charlie Stones förslag som Stadsmuseet i Norrköping gjorde utställningen "Simsalabim" 1991.

### Söderbergsällskapet
Rolf Carlsten och Söderbergsällskapet hade åtskilligt med varandra att göra. Han deltog i flera program – första gången när Sällskapet konstituerades 1985. Då läste han och hans mor Dora Söderberg texter av Hjalmar Söderberg. Sista gången var vid årsmötet 2007, då han förtjänstfullt och vidsynt talade om Hjalmar Söderbergs kvinnor. Inte minst vid tillkomsten av Söderbergsällskapets skrifter blev han konsulterad om morfaderns verk.
Carlsten var vid sin död hedersmedlem i Söderbergsällskapet. Han var en av de sista, som haft direkt kontakt med Hjalmar Söderberg. Rolf Carlsten berättade gärna om den berömde morfadern, som under Rolfs barndom bodde med sin andra familj i Frederiksberg och senare i Köpenhamn. Det var framför allt vid besöken under somrarna, som han träffade Hjalmar Söderberg. Sista gången var 1939 – före andra världskrigets utbrott. Två år senare dog morfadern i det ockuperade Köpenhamn.

## Filmografi
- 1995 – Stora och små män

## Regiassistent
- 1953 – Barabbas
- 1954 – En lektion i kärlek

## Teater

### Regi
| År   | Produktion                      | Upphovsmän      | Teater                             |
| ---- | ------------------------------- | --------------- | ---------------------------------- |
| 1952 | Robinson och Kungen             |                 |                                    |
| 1952 | Emil och detektiverna           |                 |                                    |
| 1952 | Livet på Landet                 |                 |                                    |
| 1953 | Mästerkatten i stövlar          |                 |                                    |
| 1953 | Skattkammarön                   |                 |                                    |
| 1954 | Charleys tant                   |                 |                                    |
| 1954 | Flygande trumman                |                 |                                    |
| 1954 | Tom Sawyer som detektiv         |                 |                                    |
| 1955 | Babels torn                     |                 |                                    |
| 1955 | Sparbanken                      | Henrik Hertz    | Dramaten Gästspel på Oscarsteatern |
| 1955 | Vår egen ö                      |                 |                                    |
| 1957 | Nationalmonumentet              | Tor Hedberg     | Helsingborgs stadsteater           |
| 1958 | Mötas och skiljas               |                 |                                    |
| 1959 | Lyckliga dagar                  |                 |                                    |
| 1960 | I Spansk dräkt                  |                 |                                    |
| 1960 | Hus med dubbel ingång           |                 |                                    |
| 1962 | Ungdom i fjällen Altitude 3.200 | Julien Luchaire | Dramaten                           |